# Lenax

Lenax este o comună în departamentul Allier din centrul Franței. În 1 ianuarie 2022 avea o populație de 250 de locuitori.